# 安德烈亚斯·塞德尔
安德烈亚斯·塞德尔（德語：Andreas Seidl，1976年1月6日—），是一名德国赛车工程师。他在2023年至2024年担任索伯车队的集团首席执行官；在2019年至2022年担任迈凯伦车队的车队领队，在2014年至2029年担任保时捷勒芒LMP 1组别项目的领队。

## 职业生涯
安德烈亚斯·塞德尔毕业于慕尼黑工業大學机械工程专业专科。他从2000年开始进入宝马，参与到世界一级方程式锦标赛中的索伯车队和之后的宝马索伯车队的工作里，直到2009年宝马宣布离开该赛事。此后他加入宝马的德国房车大师赛项目并负责运营，成功让宝马时隔18年后，在2012年赛季返回该赛事。
2013年，塞德尔加入保时捷的LMP 1组别项目，担任车队赛事运营总监，并在次年被提升为车队领队。在2015年世界耐力锦标赛中，保时捷的LMP 1车组成为赛事该组别的冠军。并且在随后的两年里达成了在该组别的三连冠。直到2017年时保时捷宣布下赛季将不再参加世界耐力锦标赛的LMP 1组别的比赛，将重心转至电动方程式上。而赛德尔也成为保时捷在电动方程式方面的负责人以及GT赛车项目的负责人，他于2018年11月从保时捷辞职。
2019年1月10日，迈凯伦车队宣布安德烈亚斯·塞德尔将加入车队成为车队领队，他将于5月1日开始他在迈凯伦的工作。
在他的领导下，迈凯伦车队逐渐走出低迷；在2019年巴西大奖赛上，车队车手小卡洛斯·塞恩斯从最后一位起跑，最后以第四名冲线，并最终因汉密尔顿被罚而替补为季军，成为迈凯伦自2014赛季后首个领奖台。2020年赛季虽然车队和迈凯伦集团均受到疫情的波及和影响，但迈凯伦两位车手本赛季表现稳定，并且均登上过领奖台，车队最终获得202个积分，是继2012年赛季后首次获得车队季军。
2022年12月13日，迈凯伦车队宣布塞德尔将从车队离职；随后索伯集团宣布赛德尔将在2023年1月加入公司担任首席执行官。他在迈凯轮车队领队的位置由赛事总监安德烈亚·斯特拉接替。2024年7月，奥迪宣布塞德尔将离开索伯车队和奥迪的F1计划。他在索伯和奥迪的职位由前法拉利车队领队马蒂亚·比诺托接替。